# Честер (Мериленд)
Честер (енгл. Chester) насељено је место без административног статуса у америчкој савезној држави Мериленд.

## Демографија
По попису из 2010. године број становника је 4.167, што је 444 (11,9%) становника више него 2000. године.
| Група             | 2000.         | 2010.         |
| Белци             | 3.311 (88,9%) | 3.600 (86,4%) |
| Афроамериканци    | 263 (7,1%)    | 288 (6,9%)    |
| Азијати           | 38 (1,0%)     | 49 (1,2%)     |
| Хиспаноамериканци | 49 (1,3%)     | 144 (3,5%)    |
| Укупно            | 3.723         | 4.167         |